# فيليكس أبواغي
فيليكس أحمد أبواغي (بالإنجليزية: Felix Aboagye)‏ (من مواليد 5 ديسمبر 1975) لاعب كرة قدم غاني دولي سابق لعب لفريق مومباي في الدوري الهندي للمحترفين.

## المسيرة الدولية
مثل بلاده في كأس الأمم الأفريقية لكرة القدم 1998 في بوركينا فاسو وكأس الأمم الأفريقية لكرة القدم 1996 في جنوب أفريقيا. كان عضوا في منتخب غانا لكرة القدم في دورة الألعاب الأولمبية الصيفية 1996 في أتلانتا.

## الإنجازات
- الأهلي
  - الدوري المصري الممتاز (5): 1993-94، 1994-95، 1995-96، 1996-97، 1997-98
  - كأس مصر (1): 1995-96
  - كأس الأندية الأفريقية أبطال الكؤوس (1): 1993
  - بطولة الأندية العربية لأبطال الدوري (1): 1996
  - البطولة العربية للأندية الفائزة بالكؤوس (1): 1994
  - كأس السوبر العربي (2): 1997، 1998
- أولمبياكوس
  - الدوري اليوناني لكرة القدم (1): 1998-99
  - كأس اليونان (1): 1998-99
- النصر
  - كأس الاتحاد الإماراتي (1): 1999-00
- الزمالك
  - كأس مصر (1): 2001-02
  - كأس السوبر المصري (1): 2001
- العربي
  - كأس الخليج للأندية (1): 2003
- فالنسيا
  - كأس أبطال كأس المالديف (1): 2007
- مومباي
  - الدرجة الثانية (1): 2008

## وصلات خارجية
- فيليكس أبواغي على موقع الاتحاد الدولي (مؤرشف)  (الإنجليزية)
- فيليكس أبواغي على موقع قاعدة بيانات كرة القدم.إي يو (الإنجليزية)
- فيليكس أبواغي على موقع ناشيونال فوتبول تيمز (الإنجليزية)
- فيليكس أبواغي على موقع عالم كرة القدم.نت (الإنجليزية)
- فيليكس أبواغي على موقع أوليمبيديا (الإنجليزية)